# Paralephana
Paralephana é um gênero de traça pertencente à família Arctiidae.